# Via Margutta

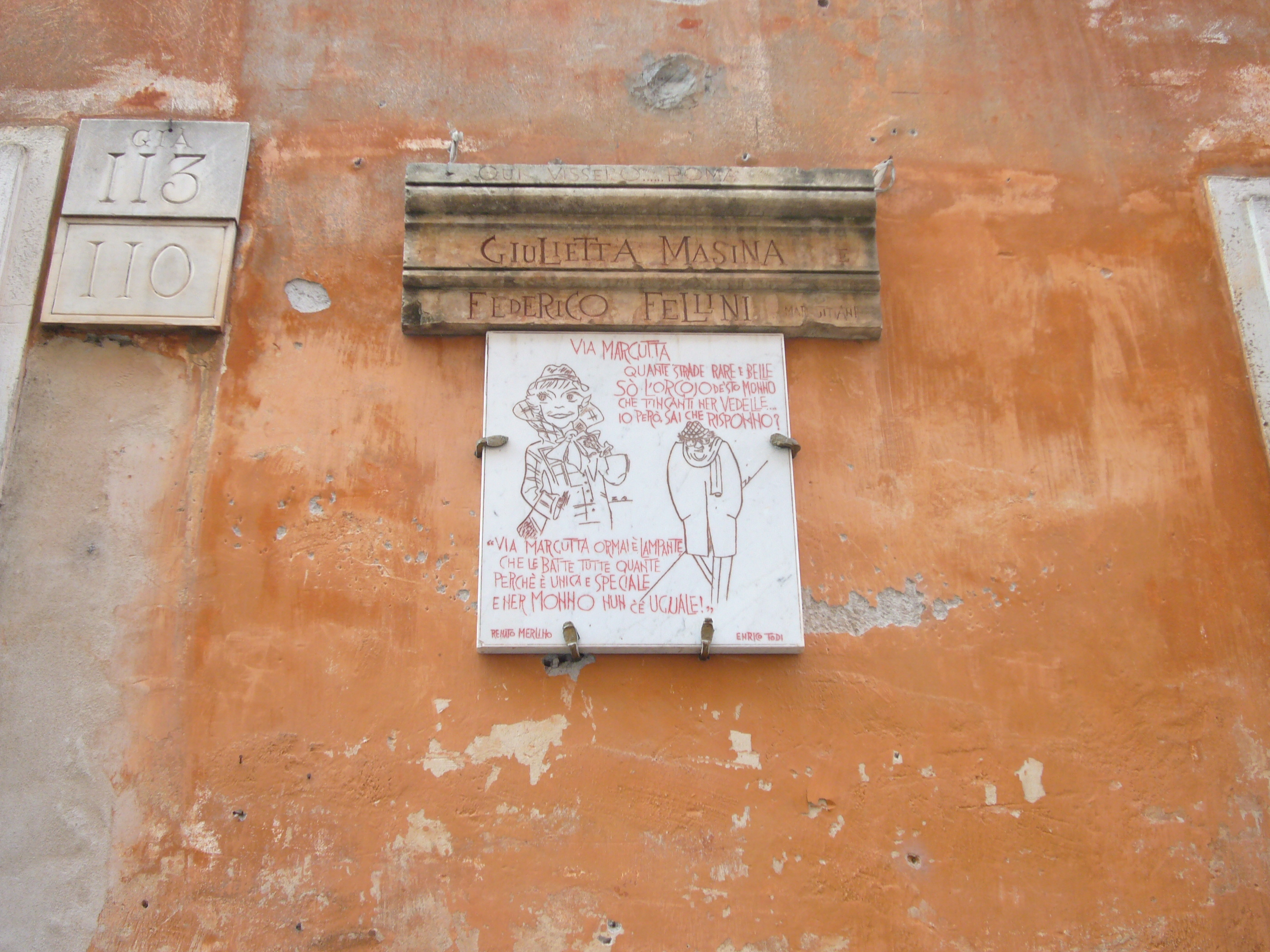
Targa in ricordo di Federico Fellini e Giulietta Masina

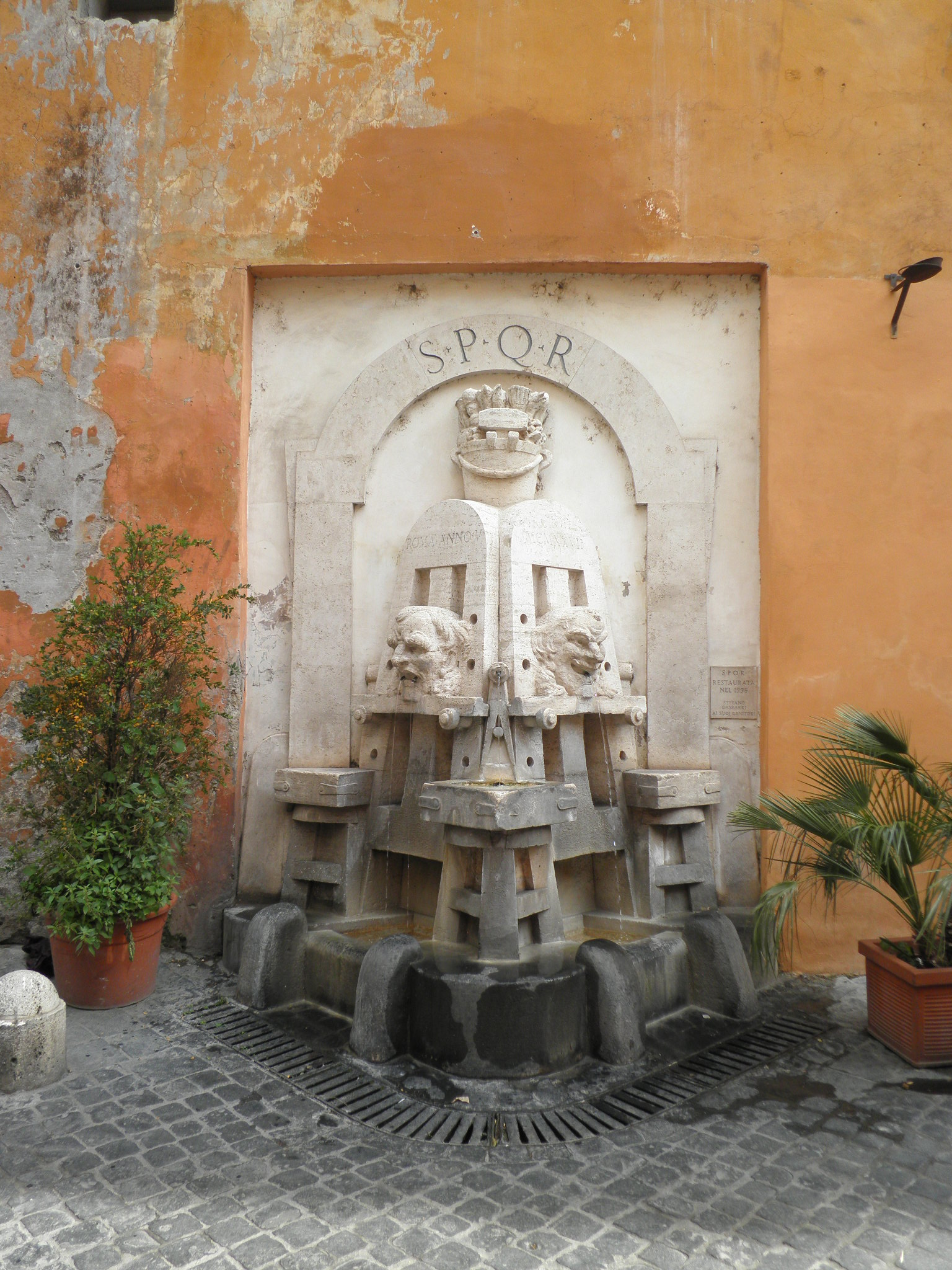
La fontana delle arti

Via Margutta è una piccola via del centro di Roma, nel rione Campo Marzio, zona nota come il quartiere degli stranieri, alle pendici del monte Pincio, luogo di gallerie d'arte e di ristoranti alla moda, che anticamente ospitava botteghe artigiane e stalle. Si tratta di una parallela di via del Babuino, la strada che va da piazza del Popolo a piazza di Spagna.
Il luogo è noto perché per secoli fu residenza di artisti famosi, fin dal Seicento, quando vissero in via Margutta o nelle sue vicinanze Peter Paul Rubens, Nicolas Poussin, Jusepe de Ribera e Pieter van Laer; tra il Seicento e il Settecento ospitò Gaspar van Wittel, Pier Leone Ghezzi e i due fratelli van Bloemen detti L'Orizzonte e Lo Stendardo; tra il Settecento e l'Ottocento vi operò Antonio Canova; nel Novecento fu dimora dapprima di Augusto Mussini e Gregorio Maltzeff e poi di Pablo Picasso e Alcide Ticò. Negli anni cinquanta, dopo che alcune scene del film Vacanze romane vennero girate in questa via, al civico 33, diventò una strada esclusiva, residenza di personaggi famosi, tra cui il regista Federico Fellini, le attrici Giulietta Masina ed Anna Magnani, il pittore Giorgio de Chirico, lo scultore Nicola Rubino e la pittrice Novella Parigini, oltre a Renato Guttuso e Alberto Burri.

## Etimologia e storia
L'etimologia è incerta, forse proviene da "Marisgutta", cioè Goccia di Mare, eufemismo per un ruscello che scendeva dalla villa dei Pincii, adoperato come cloaca naturale. Via Margutta, in origine, era un viottolo sul retro dei palazzi di Via del Babuino, dove si trovavano magazzini e scuderie. Alle falde della collina del Pincio, vi erano case di stallieri, muratori, marmisti, cocchieri e nel viottolo l'attività degli operai aveva grande spazio. Tra XVI e XVII assunse il nome di via Nara per le proprietà che vi avevano acquisito la famiglia di Orazio Naro.
Nel medioevo un ignoto artista istituì la prima bottega dove si facevano ritratti, fontane e ringhiere, dando il la ad una fiorente industria che attirò la migrazione di artisti (per lo più stranieri, fiamminghi, tedeschi, ed anche italiani non romani) che lentamente costruirono case, botteghe e giardini sostituendo baracche, stalle ed orti.
Verso il 1850 Monsignor de Mérode, acquistò i terreni e mise in atto una vera e propria lottizzazione: trasformò il vicolo in una strada, e iniziò a erigere dei fabbricati e a vendere i lotti come edificabili. Via Margutta fino al 1600 si chiamava via dei Nari dall'omonimo casato di una famiglia che aveva in quella zona case e terreni. 
Secondo alcuni l'attuale nome dovrebbe derivare dal soprannome "Margutte" di un barbiere, di nome Giovanni, che aveva la bottega in quella strada. Dal soprannome, vagamente dispregiativo, sembrerebbe che il Giovanni fosse di grossa corporatura, di notevole bruttezza ed anche di limitata intelligenza, caratteristiche queste che, tuttavia non impedirono di tramandare ai posteri il suo nome.
Secondo altri, invece, sembrerebbe che il cognome di Giovanni fosse Margut: in effetti a Roma nel XV secolo era registrato un casato con un tale nome.
Da qualche tempo è in corso una campagna (denominata I love via Margutta) per promuovere tale ambiente.

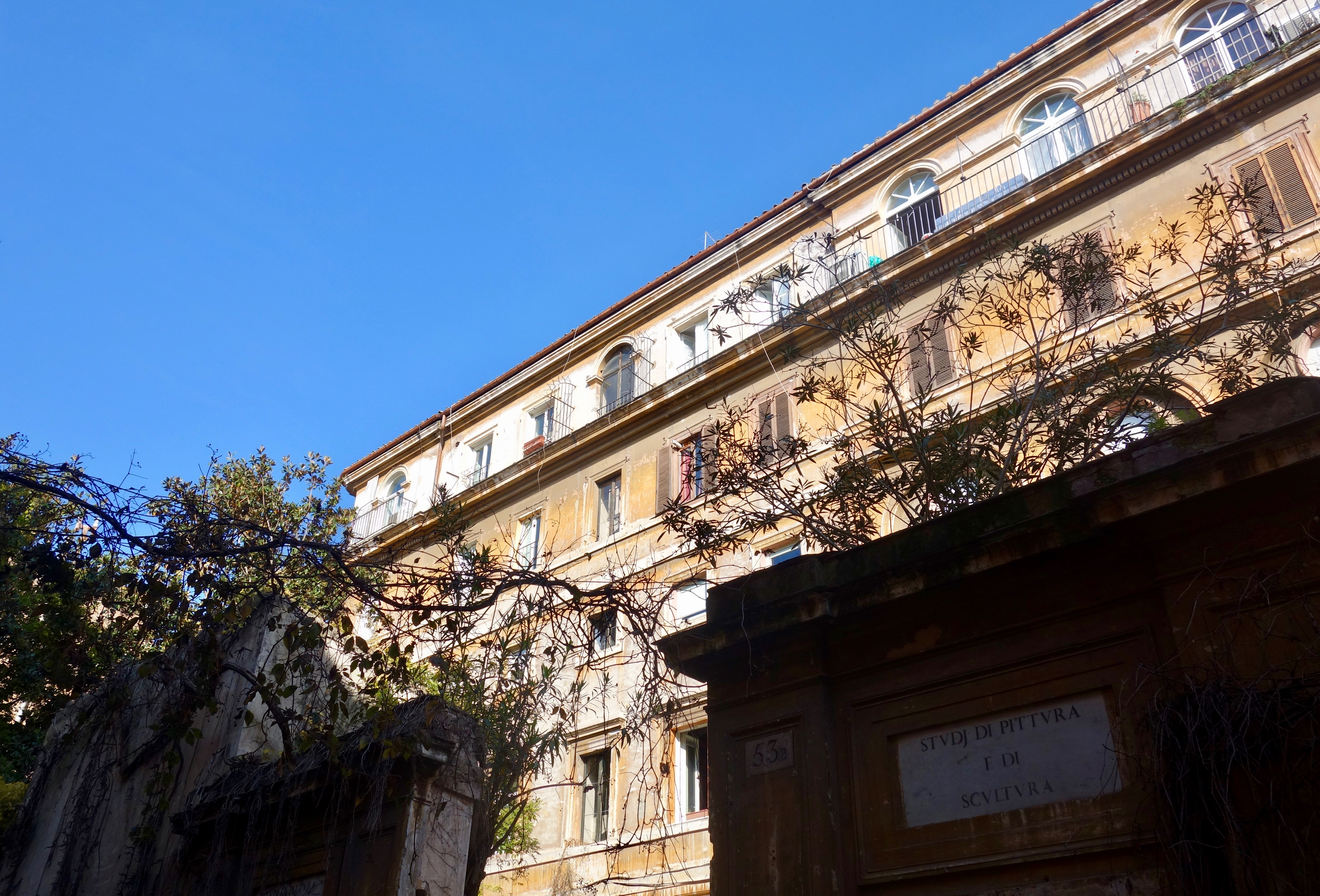
Gli "Atelier" costruiti da Francesco Patrizi nel XIX secolo

## Monumenti e luoghi d'interesse
Percorrendo la via da nord a sud si incontrano i seguenti monumenti di interesse storico:
- Palazzo Patrizi Nari (XIX secolo)
- Fontana delle Arti (1927) - Lungo la via è situata anche la Fontana delle Arti, in marmo, a base triangolare, è sormontata da un secchio di pennelli (in relazione alla presenza degli artisti prevalente in questa via sin dal XVII secolo). Realizzata nel 1927 su progetto dell'architetto Pietro Lombardi, che realizzò altre fontanelle allusive agli stemmi dei rioni o alle attività dei luoghi di Roma. I due mascheroni centrali, uno triste ed uno lieto simboleggiano la tragedia e la commedia, e poggiano su mensole applicate su cavalletti da pittore, zampillano il loro debole getto d'acqua in due piccole vasche sottostanti.
- Collegio Torlonia (XIX secolo)
- Il fico di Via Margutta. La pianta è cresciuta sin dagli anni '70 del secolo scorso. A questa pianta sono state dedicate due targhe, delle poesie ed un premio chiamato Er mejo fico der bigonzo. Nel 2007 la pianta fu sradicata dopo che venne colpita da una macchina. La pianta fu rimpiazzata da un fico nuovo.[4]

## Strada degli artisti
Nota come la Montmartre romana, frequentata da artisti e artigiani già dal XVI secolo, quando il Papa Paolo III Farnese aveva concesso l'esenzione da imposte ai proprietari delle abitazioni edificate lungo la via e l'esenzione sulla tassa sulle arti e mestieri a chi si fosse stabilito in quella zona. La strada si iniziò a popolare anche di pittori Fiamminghi e Olandesi attratti dalla rivoluzionaria pittura di Caravaggio. Nel 1887 fu costruito Palazzo Patrizi Naro Montoro, il primo complesso destinato a studi d’artista dove l’associazione artistica vedeva la collaborazione di Gabriele D'Annunzio, Pietro Mascagni, Emile Zola, Giacomo Puccini, Umberto Boccioni e Jean Paul Sartre. Dal 1950 numerosi artisti pittori e scultori, come Nicola Rubino, Renato Guttuso, Giulio Turcato, Alberto Burri, Sante Monachesi e molti altri che avevano aperto lo studio d'arte in via Margutta. Le prime Fiere d'arte iniziano nel 1953, dove gli artisti appendevano i loro quadri alle pareti per la strada. Il 22 giugno 1970 i pittori fondarono l'attuale associazione Cento Pittori via Margutta, da allora, due volte l'anno, in autunno e in primavera, gli artisti espongono le loro opere in via Margutta.

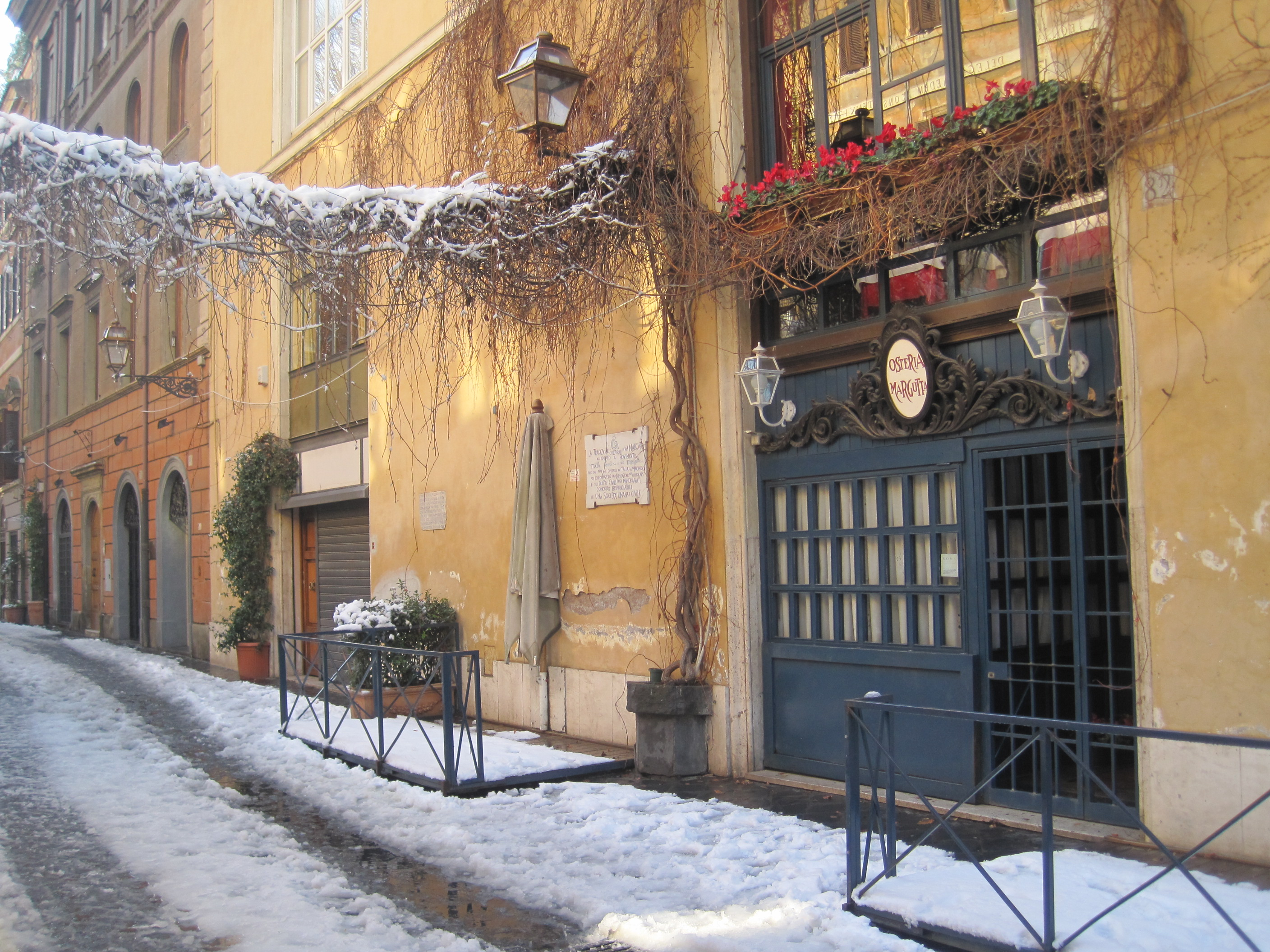
Via Margutta dopo la nevicata del 4 febbraio 2012

## Collegamenti
|  | È raggiungibile dalla stazione Piazzale Flaminio. |

Tram
| È raggiungibile dalla fermata Flaminio | del tram 2 |

## Libri, canzoni e film sulla vita a Via Margutta
- Le modelle di via Margutta, film di Giuseppe Maria Scotese (1946)
- Vacanze romane, film di William Wyler (1953), con Audrey Hepburn e Gregory Peck
- Un americano a Roma, film di Steno (1954), in cui Alberto Sordi si reca nella via a casa di una pittrice americana.
- Via Margutta, film di Mario Camerini (1960).
- I miei primi quarant'anni, film con Carol Alt ed Elliott Gould.
- Che belle le ragazze di Via Margutta. (I registi, i pittori e gli scrittori che fecero della Roma degli anni Cinquanta la capitale del mondo), 2004. Libro di Giampiero Mughini.
- Via Margutta canzone di Luca Barbarossa presentata al Festival di Sanremo 1986.
- Le lettere da Capri, romanzo di Mario Soldati (1954) La via è nei primi capitoli, e alla fine dell'opera.
- Viene citata nella canzone Arrivederci, Roma cantata da Renato Rascel.
- Il segno del comando, 1971. Sceneggiato di Daniele D'Anza in cui Ugo Pagliai incontra il fantasma di Lucia.
- Viene citata sul libro  Dolce vita  scritto da Stephen Gundle
- "Via Margutta è una strada tranquilla. Ci passa solo chi ci deve andare." È l'inizio del libro Vita d'artista di Carlo Cassola. Il protagonista è uno scultore che agli esordi acquista uno studio nella via romana.
- Il luogo ricorre frequentemente nel romanzo La noia di Alberto Moravia.